# ユーザー辞書
ユーザー辞書（ユーザーじしょ）とは、ユーザーが作成した辞書形式のデータを指す。翻訳ソフト、インプットメソッドなどに使用される。アプリケーションに標準で付属するシステム辞書と対比される。

## 翻訳ソフトのユーザー辞書
翻訳ソフトが本来の性能を発揮できないのは、ユーザー辞書の有効性が知られていないからだと言われる。翻訳ソフト製品に付属する辞書は、自然言語処理的な調整がされている。これに対して、ユーザー辞書はユーザーが作成するのでバランス調整よりは、きめ細やかさ、語彙の豊富さ、特定分野への対応などに重点がある。ユーザー辞書を共有する方法としては、AAMTが策定したUPFがある。ユーザー辞書は、翻訳作業中の辞書登録と、一括登録により作成される。一括登録の場合には、既存の用語集から変換するか、用語抽出ツールが使用される。一般的な語はシステム辞書に含まれることが多いため、ユーザー辞書の項目は広義の専門用語が大半を占める。この場合の専門用語とは学術的に定義された用語もあるが、それに限定されず、特定分野で使用される用語である。